# Mosolyogj 2.
A Mosolyogj 2. (eredeti cím: Smile 2 ) 2024-ben bemutatott amerikai természetfeletti horrorfilm, amelyet Parker Finn írt és rendezett, a 2022-es Mosolyogj folytatása. A főbb szerepekben Naomi Scott, Rosemarie DeWitt, Lukas Gage, Miles Gutierrez-Riley és Peter Jacobson látható.
Amerikában 2024. október 18-án, Magyarországon 2024. október 17-én mutatták be a mozikban.

## Cselekmény
Hat nappal azután, hogy Joel rendőrtiszt szemtanúja volt Rose Cotter öngyilkosságának, és a Mosoly entitás átkának átadása után Joel megpróbálja továbbadni ezt két bűnözővel szembeszállva, azzal a szándékkal, hogy egyiküket a tanújává teszi. Miután megölte az egyiket, a tanúnak szánt személy meghal egy lövöldözésben. A drogdíler Lewis Fregoli azonban véletlenül szemtanúja lesz az eseménynek, és megörökli az átkot. Az immár szabad Joel megpróbál elmenekülni a közeledő bűnözők elől, de egy szembejövő kisteherautó megöli.
New Yorkban a Grammy-díjas popsztár, Skye Riley visszatérő turnéjára készül, miután  drogfüggőséggel küzdött és egy autóbalesetben meghalt a barátja, Paul Hudson. Anyja, menedzsere, Elizabeth és asszisztense, Joshua állandó felügyelete ellenére Skye kioson, hogy Lewis-tól vicodint vegyen a hátfájására. Skye szemtanúja lesz annak, ahogy a férfi mániás állapotban, mosolyogva egy súlytárcsával szétveri a saját arcát, és megöli magát. Skye elmenekül, de túlságosan fél a rendőrséget hívni és felfedni a jelenlétét.
Skye hallucinációkat kezd tapasztalni, többek között olyan embereket, akik kísértetiesen mosolyognak rá, ami miatt mentális egészsége rohamosan romlik. Kétségbeesésében kibékül elhidegült legjobb barátnőjével, Gemmával. Skye ismeretlen számról SMS-t kap, amelyben figyelmeztetik, hogy tudják, hogy Lewis lakásán járt, és hogy veszélyben van. Egy jótékonysági rendezvényen, amelynek Darius zenei vezető a házigazdája, és ahová Skye-t meghívják, hogy beszéljen, a súgógép elakad – később kiderül, hogy hallucináció –, és Skye-t arra kényszeríti, hogy rögtönözze a beszédét, és arról szónokoljon, hogy a zene egyáltalán nem inspirálta őt. A megdöbbent közönségből egy mosolygó "Pault" lát, és pánikjában Skye véletlenül megsebesít egy idős vendéget a színpadon.
Skye találkozik az ismeretlen SMS íróval, Morrisszal, egy sürgősségi ápolóval, aki a bátyja haláláért felelős entitás nyomába eredt. Elmagyarázza, hogy az átok mindenkire átragad, aki szemtanúja az áldozat halálának. Morris elmélete szerint az entitás parazita, és gazdatest nélkül is képes meghalni. Azt javasolja, hogy állítsák le Skye szívét, majd élesztik újra, hogy megtörjék az átkot, de a nő elmenekül, miután felismerik. A lakásán Skye-t megtámadja az entitás, amely háttértáncosként jelenik meg, és egy hatalmas kar formájában lefogja őt, mielőtt eszméletét veszti.
Egy visszaemlékezésből kiderül, hogy ő okozta Paul halálos balesetét, amikor egy drogos veszekedés során megragadta a kormányt. Skye később egy wellness-üdülőben ébred fel, és az anyjával való heves vita után elborzadva nézi, ahogy Elizabeth összetör egy tükröt, és egy szilánkkal gonoszul megszúrja magát. Megpróbál elmenekülni, és rájön, hogy az entitás irányítása alatt van, és kiderül, hogy ő szúrta le Elizabeth-et. Skye elmenekül és újra találkozik Gemmával, és együtt elrabolják Skye magán sofőrjét, hogy találkozzanak Morrisszal az újraélesztési eljáráshoz. Skye azonban egy feltételezett hívást kap az igazi Gemmától, amelyből kiderül, hogy a lény megszemélyesítette őt. Skye egy elhagyatott Pizza Hutban találkozik Morrisszal, ahol azt tervezik, hogy a hűtőszekrényt használják a folyamat lelassítására és a maradandó agykárosodás megelőzésére. Miután Morris kilép, a Skye múltbeli énjeként megjelenő entitás megtámadja őt, de Skye leküzdi, és beadja magának a szívmegállításra szánt fecskendőt, csakhogy rájön, hogy még mindig hallucinál. Az entitás bezárja őt a szekrénybe, és azt mondja neki, hogy "törje össze a lábát".
Skye a turnéja nyitóestjén a Madison Square Gardenben a színpadon találja magát. A még mindig élő Elizabeth, Joshua és Darius a közönségből figyeli, és kiderül, hogy az elmúlt napok eseményei egy újabb hallucináció voltak. A többiek által nem látott entitás megjelenik, és felfedi valódi alakját; egy nagy, bőr nélküli humanoid, több egymásba simuló, mosolygó szájjal. Az entitás úgy szállja meg Skye-t, hogy kinyitja a száját és bemászik belé, miközben a közönség számára úgy tűnik, hogy a nő fuldoklik és összeesik. Az immár megszállt Skye fenyegető mosolyt mutatva feláll, és szemen szúrja magát a mikrofonnal a több ezer elborzadt néző előtt.

## Szereplők
| Szereplő        | Színész               | Magyar hang         | Leírás                                                   |
| --------------- | --------------------- | ------------------- | -------------------------------------------------------- |
| Skye Riley      | Naomi Scott           | Mikecz Estilla      | Híres popzenei előadóművész.                             |
| Elizabeth Riley | Rosemarie DeWitt      | Kisfalvi Krisztina  | Skye édesanyja és menedzsere.                            |
| Lewis Fregoli   | Lukas Gage            | Katona Péter Dániel | Drogdíler és Skye egykori osztálytársa.                  |
| Joshua          | Miles Gutierrez-Riley | Nikas Dániel        | Elizabeth és Skye asszisztense.                          |
| Morris          | Peter Jacobson        | Háda János          | Ápoló.                                                   |
| Paul Hudson     | Ray Nicholson         | Blahó Gergely       | Elhunyt színész és Skye egykori barátja.                 |
| Gemma           | Dylan Gelula          | Varga Lili          | Skye elhidegült legjobb barátja.                         |
| Darius          | Raúl Castillo         | Varga Gábor         | Skye lemezcégének vezetője.                              |
| Joel            | Kyle Gallner          | Fehér Tibor         | Rendőrtiszt, akit korábban megátkozott a Mosoly entitás. |
| önmaga          | Drew Barrymore        | Kiss Eszter         | Skye-t meginterjúvolta a talk show-jában.                |

### Magyar változat
A szinkront a Mafilm Audio Kft. készítette.
- Magyar szöveg: Dittrich-Varga Fruzsina
- Hangmérnök: Jacsó Bence
- Vágó: Sári-Szemerédi Gabriella
- Gyártásvezető: Hódos Edina
- Szinkronrendező: Dóczi Orsolya
- Produkciós vezető: Hagen Péter

## A film készítése
A Mosolyogj írója és rendezője, Parker Finn szándékosan hagyta homályban az első film egyes részeit, különböző cselekményszálak megoldatlanul maradtak, hogy lehetőséget teremtsen arra, hogy ezeket a részleteket egy folytatásban feltárja. 2023-ban a CinemaConon a Paramount Pictures bejelentette, hogy a Mosoly folytatása zöld utat kapott és már a gyártás előtt áll, Finn pedig visszatér írónak és rendezőnek.
2023 decemberében Naomi Scott megkapta a főszerepet. 2024 elején Lukas Gage, Rosemarie DeWitt, Dylan Gelula, Raúl Castillo és Miles Gutierrez-Riley csatlakozott a stábhoz. Kyle Gallner megismételte Joel szerepét az első filmből. 2024 szeptemberében kiderült, hogy Drew Barrymore saját magát alakítja majd a filmben. Ray Nicholson szereposztása tisztelgés volt apja, Jack Nicholson előtt. A forgatás 2024 januárjától márciusáig tartott a Hudson-völgyben, további helyszínek Newburgh, Poughkeepsie, Wappingers Falls, Albany és New York volt.